# Operace Londýnský most

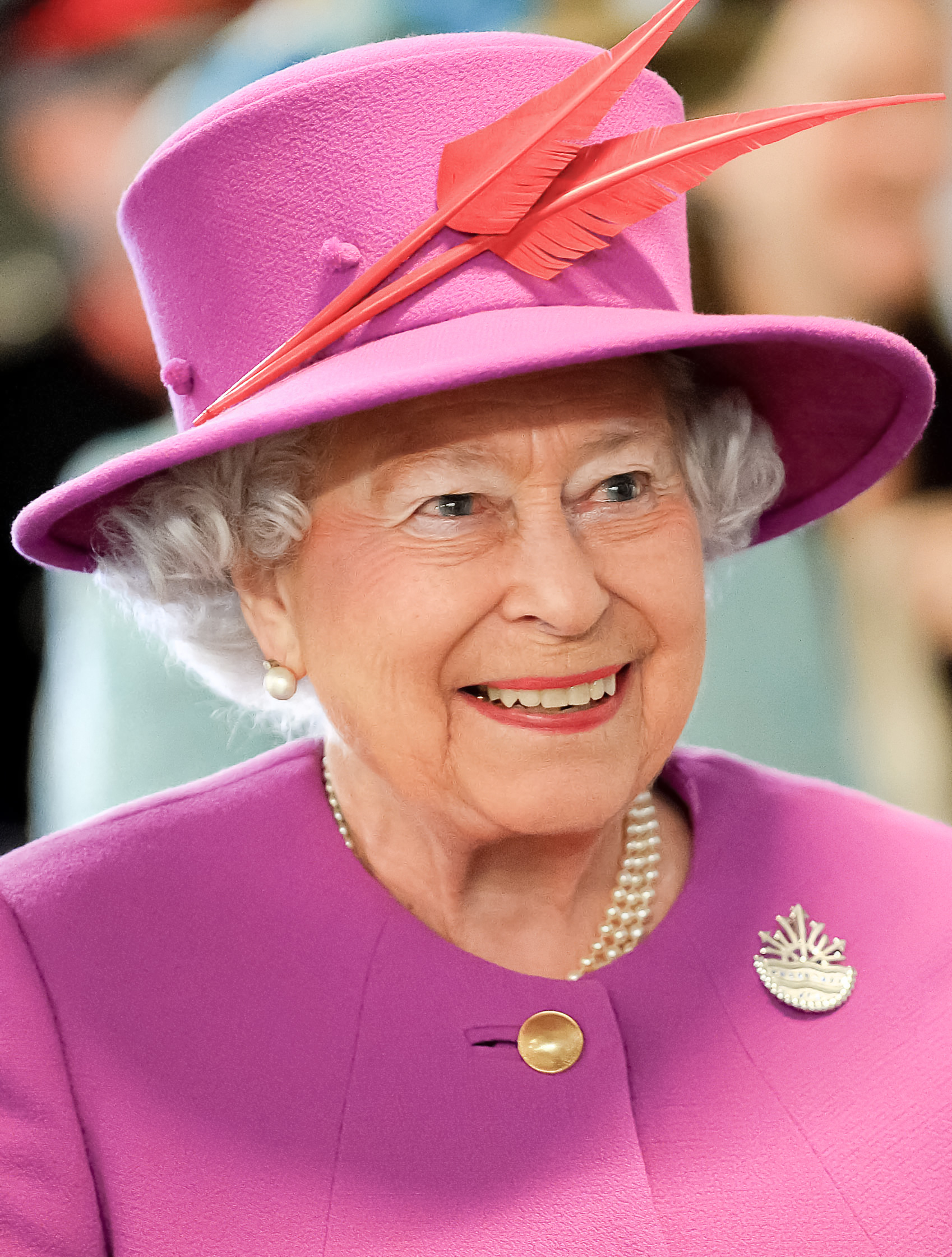
Alžběta II. (2015)

Operace Londýnský most (anglicky Operation London Bridge, zahájená kódem „Londýnský most spadl“ (London Bridge is down)) byl sled událostí po úmrtí britské královny Alžběty II., jejichž harmonogram byl naplánován na období jedenácti dnů státního smutku ve Velké Británii. Britská panovnice zemřela 8. září 2022. Ve stejný den bylo ohlášeno, že se pohřeb bude konat desátý den od úmrtí.

## Plán

### Den smrti královny
V srpnu a září začali mít lékaři vážné obavy o zdraví panovnice. Dne 8. září se sjížděli u královny na zámku Balmoral její nejbližší příbuzní. Anglická premiérka Liz Trussová na twitteru napsala: „Mé myšlenky – a myšlenky lidí po celém Spojeném království – se nyní upínají k Jejímu Veličenstvu královně a její rodině,“ a kolem paláce se začali scházet také jiní lidé, již se obávali o zdraví královny. Lékaři prohlásili, že jsou královniným zdravím znepokojeni. Odpoledne britská královna ve věku 96 let zemřela.
O její smrti byla po rodinných příslušnících nejprve informována britská premiérka soukromým tajemníkem královny. Posléze byl informován tajemník kabinetu a úřad tajné rady, jenž koordinuje vládu jakožto zástupce královské rodiny. Přibližně o půl osmé se o smrti dozvěděla také široká veřejnost.
Zanedlouho bylo také oznámeno, co se bude dít po královnině smrti.

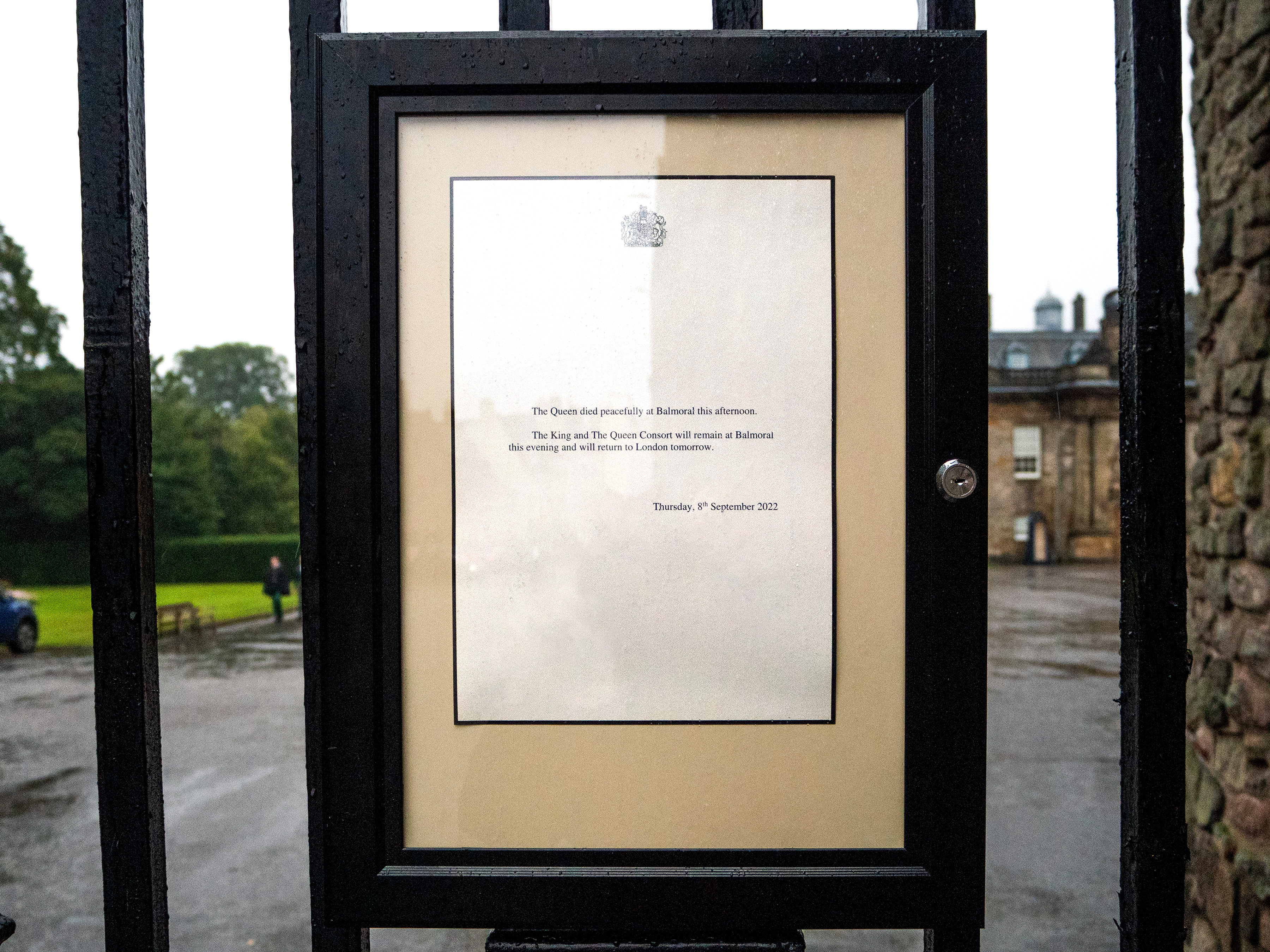
Oznámení o královnině skonu

### První den od úmrtí
Dopoledne v paláci sv. Jakuba zasedala nástupnická rada a v 11 hodin byl princ Charles ustanoven králem Velké Británie a jeho choť Camilla královnou.[zdroj?]
V tu dobu na 26 hodin přestaly být vlajky stažené napůl žerdi[zdroj?] a zazní salva z děl. Patnáct minut po poledni král se svou chotí položil v Zeleném parku kytici na počest Alžběty II. O půl čtvrté se pak král Karel III. zúčastnil vládní schůzky. Královnino tělo prozatím zůstalo na místě úmrtí.

### Druhý den od úmrtí
Rakev s královniným tělem byla převezena na zámek Holyrood, kde pobyla do třetího dne. Také proběhnulo oficiální čtení prohlášení Charlese králem Skotska, Severního Irska a Walesu.

### Třetí den od úmrtí
Karel III. přijímal kondolence ve Westminsterském paláci. V odpoledních hodinách procestoval celé Spojené království. Při této cestě navštívil skotský parlament a zúčastnil se bohoslužby v Edinburghu, konkrétně v Katedrále sv. Jiljí.

### Čtvrtý den od úmrtí
Karel III. dorazil do Severního Irska, kde obdržel další vyjádření upřímné soustrasti. V Londýně byl nacvičován průvod s rakví Alžběty II. z Buckinghamského paláce do Westminsteru.

### Pátý den od úmrtí
Zahájení průvodu s rakví po slavnostní cestě. Po průvodu se konala mše ve Westminsteru.

### Šestý až devátý den od úmrtí
Královnina rakev ležela 3 dny ve Westminsteru. Rakev byla veřejně přístupná 23 hodin. Pro konkrétní čas návštěvy ale musel být zakoupený VIP lístek. Probíhaly také zkoušky na státní smuteční průvod. Karel III. vyrazil do Walesu, kde přijmul poslední kondolence. Vláda se snažila o vyřešení problémů, které mohou při pohřbu nastat. Ministerstvo zahraničí mělo na starost zajištění účasti hlavy států jiných zemí. Ministerstvo vnitra mělo zase za úkol postarat se o bezpečnost pohřbu. Hodně práce mělo i ministerstvo dopravy. Očekávalo se, že ulice Londýna budou zaplněné. Hromadná doprava byla na maximu kapacity. Některé služby nemusely vůbec fungovat.

### Desátý den od úmrtí
Deset dní po smrti královny se konal státní pohřeb. V poledne byly po celé zemi drženy 2 minuty ticha. Průvody se konaly v Londýně a ve Windsoru. V kapli Svatého Jiří proběhla zádušní bohoslužba a zde byla také pohřbena – vedle svého zesnulého manžela, prince Philipa a zesnulého otce, krále Jiřího VI.